# Ennepe-Ruhr-Kreis
Ennepe-Ruhr-Kreis este un district rural (în germană Kreis) în landul Renania de Nord-Westfalia, Germania.